# یواس‌اس ابینگدون (پی‌سی-۱۲۳۷)

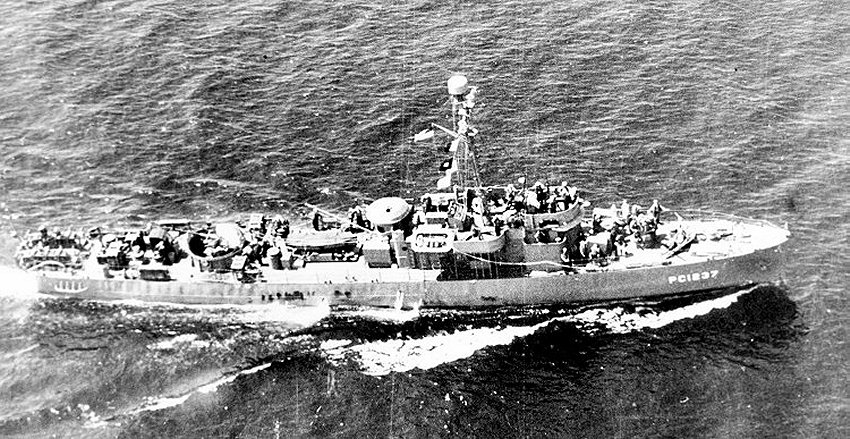
در وظیفه ذخیره نیروی دریایی در دریاچه‌های بزرگ ۱۹۴۸

یواس‌اس ابینگدون (پی‌سی-۱۲۳۷) (به انگلیسی: USS Abingdon (PC-1237)) یک کشتی بود که طول آن ۱۷۳ فوت ۸ اینچ (۵۲٫۹۳ متر) بود. این کشتی در سال ۱۹۴۳ ساخته شد. الینگتون در 26 فوریه 1919 به اداره مهاجرت منتقل شد.